# Jugendhilfe in der DDR

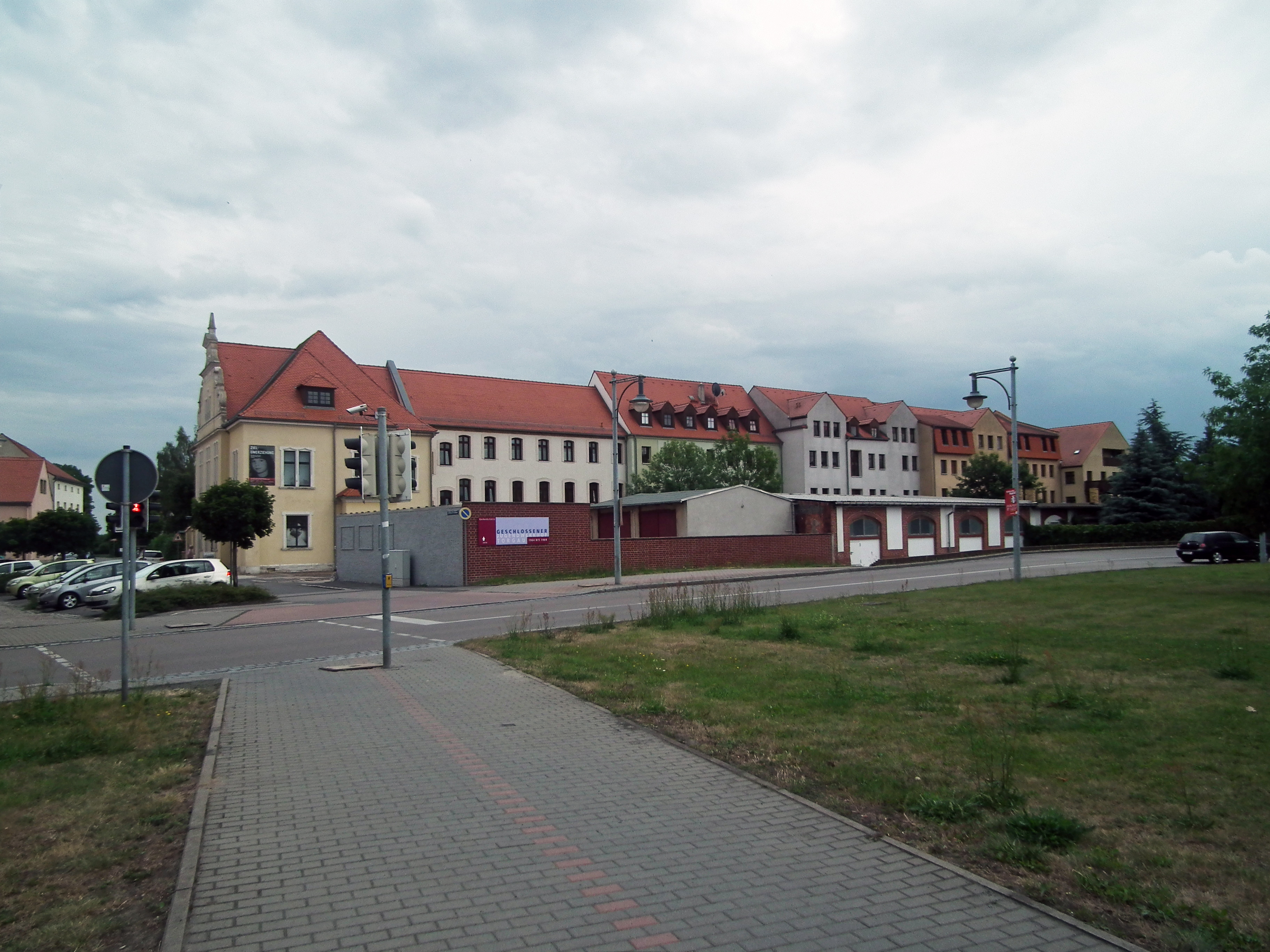
Geschlossener Jugendwerkhof Torgau

Die Jugendhilfe in der DDR bezeichnet die staatlichen Organe der Jugendwohlfahrt in der DDR und unterstand dem 1949 gegründeten Ministerium für Volksbildung. Die Jugendhilfe war ein Instrument der SED-Machtpolitik sowie der sozialistischen Umerziehung. Die ihr unterstellten Einrichtungen trugen teilweise Gefängnischarakter.

## Geschichte
In der unmittelbaren Nachkriegszeit in Deutschland litt ein Großteil der Jugendlichen unter materieller und seelischer Not. Viele waren verwahrlost und hungrig. Die Kriminalität, insbesondere unter den Kindern und Jugendlichen, stieg rasant. Es kam zu Kämpfen um Leben und Tod, zu Raubüberfällen, Betrug, Unterschlagung, Schwarzhandel und Prostitution. In dieser Situation mussten die Kinder und Jugendlichen untergebracht, versorgt und betreut werden.
In der sowjetischen Besatzungszone konnte die Jugendhilfe zu Beginn nur durch die Hilfe von antifaschistischen Bürgerausschüssen, hauptsächlich aus Frauen und Jugendlichen, von Volkssolidarität und von Kirchen und Parteien aufgebaut und unterhalten werden. Weil die Anzahl der Heime nicht ausreichte, beschloss man, neue „geeignetere“ Heime einzurichten, in denen den Jugendlichen die Möglichkeit einer Berufslehre geboten werden sollte, mit Sport, Spiel- und Kulturangeboten in der Freizeit. Es mangelte jedoch in den neuen Heimen an Einrichtungs- und Gebrauchsgegenständen, an Lebensmitteln, Geld und Personal.
Anfangs war der Heimaufenthalt von Kindern und Jugendlichen nur von kurzer Dauer. Währenddessen entwickelte sich die Deutsche Zentralverwaltung für Volksbildung, die 1949 mit der Gründung der DDR zum DDR-Volksbildungsministerium wurde, immer mehr zur wichtigsten Regelungsinstitution und nahm somit auch immer mehr Einfluss auf die Kinder- und Jugendheime. Freie Träger der Jugendfürsorge (von Wohlfahrtsverbänden, Kirchen etc.) wurden entweder nicht mehr zugelassen oder unter das Dach der Volkssolidarität eingegliedert. Mit dem SMAD-Befehl 156 vom 20. Juni 1947 wurde die Jugendhilfe durch die Überführung der Jugendämter in das Volksbildungsressort zentralisiert und der Fürsorge- mit dem Erziehungsgedanken verknüpft. Im Dezember 1947 wurde eine Verordnung der Zentralverwaltung erlassen, die die Strukturen und Aufgaben der Jugendämter einheitlich für die gesamte Besatzungszone regeln sollte. Im Jahr 1952 wurden die Vormundschaftsgerichte aufgelöst und somit die Zuordnung der Jugendhilfe zur Exekutive weiter verstärkt.
Im Januar 1954 fand in Weimar die Erste Zentrale Jugendhilfekonferenz statt, auf der die Jugendhilfe bereits eindeutig „in einen umfassenden politisch ideologischen Zusammenhang gebracht“ wurde. Die Jugendverwahrlosung wurde zudem als spezifisch kapitalistisches Problem betrachtet und die in der DDR zu beobachtenden Probleme seien lediglich auf eine bisher noch unvollkommene Verwirklichung der Erziehungsprinzipien zurückzuführen. Auch wurde beschlossen, das Berufsbild des Sozialpädagogen zu schaffen. Ab 1963 war Margot Honecker Ministerin für Volksbildung. Insbesondere nach dem Machtantritt ihres Mannes Erich Honecker waren ihre Entscheidungen nahezu unangreifbar.
Im Jahr 1966 wurde die Jugendhilfeverordnung (JHVO) verabschiedet, die die Struktur und Aufgaben der Jugendhilfe neu regelte. Das Jugendhilfe-System wurde dabei nochmal stärker auf die sozialistischen Grundsätze hin ausgerichtet. Zudem wurde den in der Jugendhilfe tätigen Ehrenamtlichen das Eintreten „für die Interessen der Arbeiter-und-Bauern-Macht und die sozialistische Erziehung der Minderjährigen“ vorgeschrieben. Im September 1969 wurde eine Heimordnung erlassen, in der die zentralen Ziele der Heime festgehalten wurden, zum Beispiel: „Die Kinder und Jugendlichen zur tiefen Liebe zur Deutschen Demokratischen Republik, ihrem sozialistischen Staat, und zum leidenschaftlichen Haß gegen die imperialistischen Feinde unseres Volkes zu erziehen.“ (§ 3). Im Fokus stand dabei nicht das einzelne Kind, sondern das sogenannte „Heimkollektiv“, innerhalb dessen den Kindern gewisse Rechte und Pflichten zukommen.
Eberhard Mannschatz macht in der Entwicklung der DDR-Jugendhilfe vier Phasen aus. In der ersten Phase 1945–50 wurden gemäß SMAD-Anweisung die Jugendwerkhöfe eingerichtet und die Jugendämter von den Jugendhilfereferaten getrennt. In der zweiten Phase zwischen 1951 und 1957 wurde „abenteuerliche Improvisation“ und „Jugendhilfe im Eigenbau“ betrieben. Das an den Lehren des sowjetischen Pädagogen Anton Semjonowitsch Makarenko orientierte DDR-Heimsystem konnte sich etablieren. In der dritten Phase (1957–71) beobachtet Mannschatz eine politische Isolation der Jugendhilfe, da die in sie gesetzten Erwartungen nicht erfüllt wurden und die von ihr bekämpften Probleme fortbestanden. In der letzten Phase, die bis zum Ende der DDR andauert, zeigte sich schließlich vollends der Widerspruch zwischen sozialistischen Erziehungszielen und Lebensrealität.
Laut dem Historiker Christian Sachse seien „Jugendhilfe und Heimerziehung im Gegensatz zum proklamierten Selbstverständnis der DDR als vorbildlicher Sozialstaat stets ein unterfinanziertes Randgebiet“ geblieben, was zu teils katastrophalen Zuständen in den Einrichtungen geführt habe.

## Organisation und Aufgaben
Organe der Jugendhilfe existierten auf der unteren Verwaltungsebene (Kreise, Stadtkreise, Stadtbezirke), Bezirksebene und Ministerialebene. Auf der Kreisebene handelte es sich um das jeweilige Referat Jugendhilfe, den Jugendhilfeausschuss und die Jugendhilfekommission. Auf Bezirksebene waren bei den Räten der Bezirke die Referate Jugendhilfe/Heimerziehung, die Jugendhilfeausschüsse und die Vormundschaftsräte angegliedert. Diese nahmen Leitungs- und Kontrollfunktionen gegenüber den entsprechenden Organen auf der Kreisebene wahr. Die zentrale Leitung der Jugendhilfe lag bei der zum Ministerium für Volksbildung gehörigen Abteilung Jugendhilfe bzw. beim Zentralen Jugendhilfeausschuss. Dieser bestand aus zehn Mitgliedern, die für jeweils zwei Jahre bestellt wurden und konnte Entscheidungen der untergeordneten Ebenen (ausgenommen Adoptionsbeschlüsse) aufheben oder abändern. Der Leiter der Abteilung Jugendhilfe war gleichzeitig der Vorsitzende des Zentralen Jugendhilfeausschusses. Langjähriger Vorsitzender war der Pädagoge Eberhard Mannschatz.
Die Aufgaben der Jugendhilfe wurden in der „Verordnung über die Aufgaben und Arbeitsweise der Organe der Jugendhilfe“ (JHVO) festgehalten. Die Arbeit der Jugendhilfe richtete sich laut Präambel nach den „Grundsätzen des einheitlichen sozialistischen Bildungssystems, des sozialistischen Familienrechts und der Jugendpolitik des Arbeiter- und Bauern-Staates“. Kernanliegen war eine Annäherung der Erziehungsverhältnisse an die gesellschaftliche, also sozialistische Ordnung. Tätig wurde die Jugendhilfe demnach zumeist dann, wenn die Familie die Erziehung im Sinne des Sozialismus nicht leisten konnte oder wollte. Schwerpunkte der Arbeit lagen in der Erziehungshilfe und im Vormundschaftswesen. Dabei verfügten die Organe der Jugendhilfe über weitreichende Befugnisse (u. a. Entzug des Erziehungsrechts, Anordnung von Vormundschaft, Heimeinweisung, Freigabe zur Adoption ohne Einwilligung der Eltern). Gegen Entscheidungen der Jugendhilfe konnte Beschwerde in Form einer Eingabe eingelegt werden. Diese wurde allerdings von der gleichen Instanz bearbeitet und eventuell an eine höhere Instanz weitergeleitet. Weitere Rechtsmittel bestanden nicht, da die DDR keine Verwaltungsgerichtsbarkeit kannte.
Die drei maßgeblichen Aufgabenbereiche waren die Erziehungshilfe, das Vormundschaftswesen und der Rechtsschutz für Minderjährige. Hierzu konnten Pflegschaft und Vormundschaften angeordnet werden, elternlose oder von der Familie gelöste Minderjährige in andere Familien oder Heime vermittelt werden. In diesem Zusammenhang sind auch Fälle der Zwangsadoption, also der Freigabe zur Adoption gegen den Willen der Erziehungsberechtigten bekannt geworden, diese waren jedoch in der Regel auf Grundlage des § 70 Familiengesetzbuch legal. Ob es in diesem Zusammenhang auch zu Zwangsadoptionen aus politischen Gründen zu Zwecken der Repression kam, erforscht zurzeit eine vom Bundesministerium des Innern und für Heimat finanziell geförderte Forschungsgruppe. Zudem wurde 2021 auf Beschluss des Deutschen Bundestages die Zentrale Auskunfts- und Vermittlungsstelle eingerichtet, die zu diesem Thema Informationen für Betroffene und Interessierte bereitstellt.
Auf kommunaler Ebene arbeiteten ehrenamtliche Mitarbeiter der Jugendhilfekommissionen, die direkten Kontakt zu Betroffenen hatten. Etwa die Hälfte der Jugendhelfer stammte aus pädagogischen Berufen, die anderen 50 Prozent waren engagierte Bürger, die als „politisch bewährt“ eingeschätzt wurden. Auch Inoffizielle Mitarbeiter kamen zum Einsatz. Als Heimerzieher und Heimleiter wurden insgesamt etwa 5000 Personen in sechsmonatigen Kursen ausgebildet.

## Theorie
Grundlage der Jugendhilfe in der DDR war die Überzeugung von der Erziehbarkeit und Formbarkeit des Menschen. Ziel der Jugendhilfe in der DDR war die „Herstellung günstiger Bedingungen für die Erziehung zur sozialistischen Persönlichkeit von Kindern und Jugendlichen, deren Erziehung, Entwicklung oder Gesundheit unter der Verantwortung der Erziehungsberechtigten nicht gewährleistet“ waren. Kennzeichen einer erfolgreichen sozialistischen Erziehung war die Unterordnung des Einzelnen unter das Kollektiv. Dies galt als „Umerziehung“ und war gesetzlich definiert: Jugendhilfe umfaßt die rechtzeitige korrigierende Einflußnahme bei Anzeichen der sozialen Fehlentwicklung und die Verhütung und Beseitigung der Vernachlässigung und Aufsichtslosigkeit von Kindern und Jugendlichen, die vorbeugende Bekämpfung der Jugendkriminalität, die Umerziehung von schwererziehbaren und straffälligen Minderjährigen sowie die Sorge für elternlose und familiengelöste Kinder und Jugendliche.
In einem Lehrbuch aus den frühen 1970er Jahren, der Übersetzung eines sowjetischen Werkes, wurden die Eigenschaften eines sozialistischen Menschen folgendermaßen beschrieben: „Ergebenheit gegenüber den Idealen des Kommunismus, das entwickelte Bewusstsein, Herr des Landes und seiner Reichtümer zu sein, das Bewusstsein der Würde des arbeitenden Menschen, Optimismus und Zielstrebigkeit, … Diszipliniertheit, Organisiertheit, Prinzipienfestigkeit, Arbeitsliebe, geistiger Reichtum, moralische Sauberkeit, physische Vollkommenheit, allseitige Bildung, hohe Kultur, entwickelter ästhetischer Geschmack, physische Gestähltheit.“ Die Bundesrepublik galt als der stärkste Feind, und es wurde eine starke emotionale Bindung der Jugendlichen an den Staat angestrebt.
Der Erziehungsbegriff in der DDR stellte demnach auf zwei Ziele ab: Zum einen auf die pädagogische Vermittlung grundlegender Normen, Tugenden und Verhaltensweisen, zum anderen aber auch auf die ideologische Prägung im Sinne der sozialistischen Weltanschauung.

## Praxis
Die Heimerziehung war eine zentrale Säule der DDR-Jugendhilfe. Es existierten insgesamt 662 Kinderheime, darunter 456 Normalheime, 168 Spezialheime und 38 Jugendwerkhöfe. Unklar ist die Anzahl der sogenannten Durchgangsheime, die der kurzzeitigen Unterbringung dienten. Diese Dominanz der Heimerziehung lag auch an der Unterentwicklung des DDR-Pflegefamiliensystems. Im Jahr 1988 wurden beispielsweise 12.845 Kinder aus ihren Familien genommen, davon wurden jedoch nur 986 Kinder, also 7,7 Prozent, in Pflegefamilien untergebracht, der Rest in Heimen. Die Kinder wurden nach Altersgruppen getrennt in verschiedenen Heimen untergebracht, was in der Praxis regelmäßig zur Trennung von Geschwisterkindern führte.
Der Geschlossene Jugendwerkhof in Torgau diente de facto als Zentralgefängnis für Kinder und Jugendliche der DDR. Hierhin wurden 14- bis 17-Jährige eingewiesen, die die Heimordnung in einem Jugendwerkhof „vorsätzlich schwerwiegend und wiederholt verletzten“. Weitere Einweisungsgründe nach Torgau waren „sexuelle Triebhaftigkeit“, „Schwererziehbarkeit“ oder „abweichendes Verhalten“. Konkret konnte darunter Schulschwänzen fallen, versuchte „Republikflucht“ oder eine „faschistische Provokation“, das heißt zum Beispiel „Staatsverleumdung“ oder auch das „Beschmutzen von Bildern von unseren Staatsmännern“. Die Jugendwerkhöfe dienten dabei zeitweise auch der Kompensation von fehlenden Hilfsarbeitern in der Industrie, was mit der Floskel „Erziehung durch Arbeit“ beschönigt wurde. Die unerträglichen Lebensverhältnisse führten zu einer Reihe von Selbstmorden und Selbstverstümmelungen, deren Anzahl bis heute nicht endgültig festgestellt werden konnte. Die Anstalt in Torgau wurde am 17. November 1989 geschlossen. Nach § 2 des Strafrechtlichen Rehabilitierungsgesetzes (StrRehaG) ist ein Heimaufenthalt beim Vorliegen gewisser Voraussetzungen rehabilitierungsfähig.
Maßnahmen gegen „Gammler“, die durch längere Haare und „westliche Kleidung“ (Jeans) auffielen, bestanden in den 1960er Jahren in polizeilicher Willkür, gelegentlich zwangsweiser Vorführung beim Friseur oder im Kürzen des Haares durch Ordnungsgruppen der FDJ. Gerne griff die Volkspolizei auch selbst zur Schere, wie aus Polizeiakten hervorgeht. Im Vorfeld der Weltfestspiele der Jugend und Studenten 1973 wurden circa 1800 Jugendliche in Spezialheime oder Jugendwerkhöfe eingewiesen, um einen störungsfreien Ablauf der Veranstaltung sicherzustellen.
Der Jugendhilfe folgte die Strafjustiz, wenn es darum ging, Menschen durch „Umerziehung“ auf den vorgesehenen Pfad zu bringen. Dem Strafvollzugsdienst an Jugendlichen war im Strafgesetzbuch der DDR ein eigener Paragraph gewidmet, der das Ziel beschrieb: (1) Der Vollzug der Freiheitsstrafe an Jugendlichen erfolgt in Jugendhäusern unter besonderer Berücksichtigung der Persönlichkeitsentwicklung des Jugendlichen. (2) Der Vollzug der Freiheitsstrafe soll den jugendlichen Täter zu bewußter gesellschaftlicher Disziplin, Verantwortung und Arbeit führen und ihm durch Bildung und Erziehung, berufliche Qualifizierung sowie kulturell-erzieherische Einwirkung einen seinen Leistungen und Fähigkeiten gemäßen Platz in der sozialistischen Gesellschaft sichern.